# کلاسور
کلاسور، زونکَن یا رینگ بایندر (به انگلیسی: Ring binder) نوعی پوشه بزرگ و محکم از جنس مقوا، چوب یا پلاستیک است که با استفاده از گیره‌ای فلزی، کاغذها و اسنادی را که سوراخ (پانچ) شده‌اند در خود بایگانی می‌کند. کلاسورها از لحاظ فاصله سوراخ‌های کاغذ دارای استانداردهای متفاوتی هستند و بسته به اندازه، ممکن است دویست تا پانصد برگ گنجایش داشته باشند. کلاسور ها انواع مختلف قفل ها شامل قفل گرد، قفل D3 ، قفل های ارگانایزری و 24 حلقه که برخی از آنها در عطف وسط کلاسور نصب میشوند و برخی دیگر بر روی یکی از لت های چپ یا راست کلاسور نصب می‌شوند. کلاسور در سال ۱۸۷۵ توسط فریدریش زونکن (Friedrich Soennecken) آلمانی، در شهر بن اختراع شد و به ثبت رسید.
زونکن، ابزار مناسبی برای بایگانی و نگهداری اسناد در ادارت، سازمان‌ها، و مصارف شخصی است.

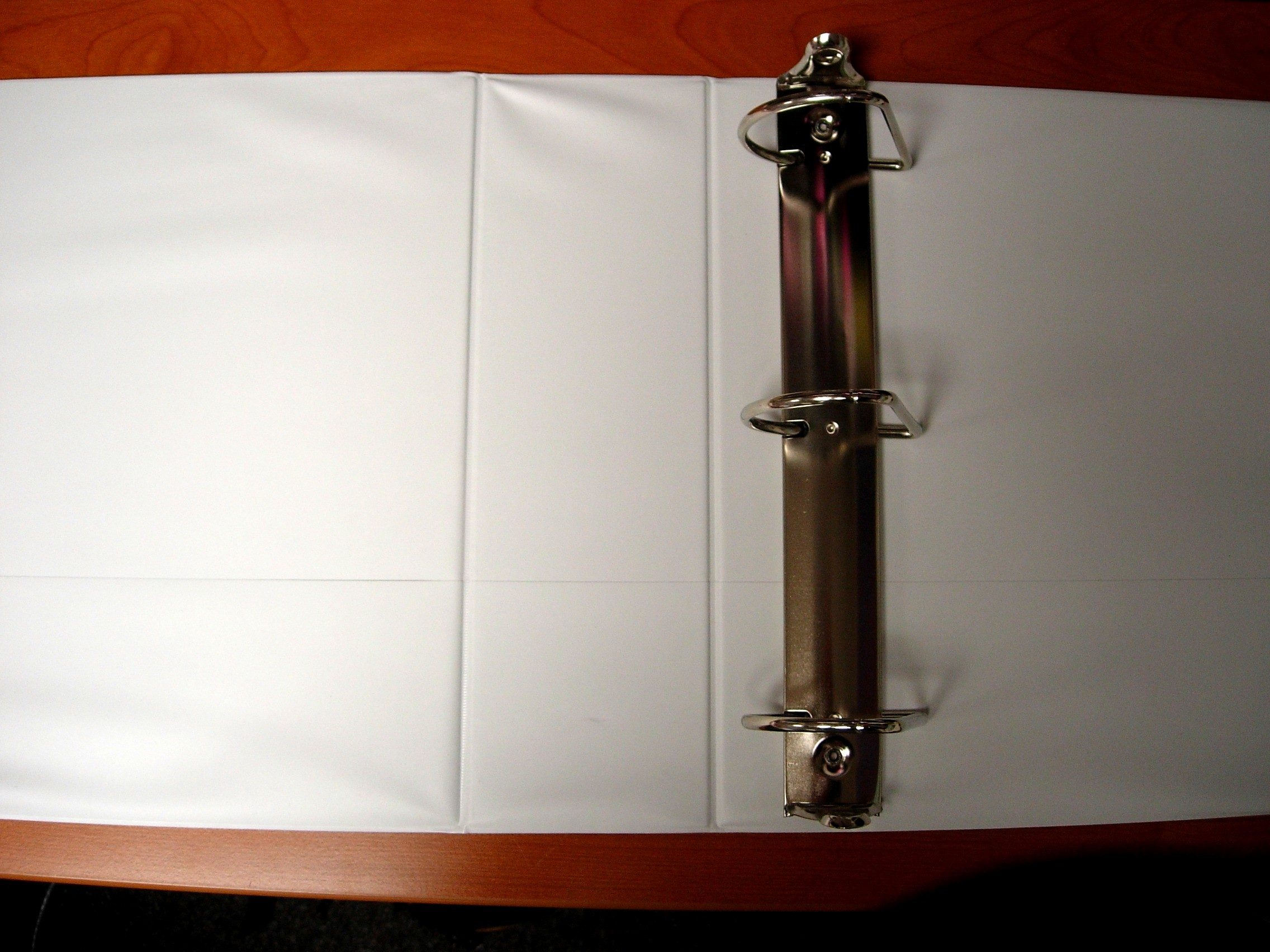
یک کلاسور بازشده

## ریشه نام
واژهٔ «زونکن» در هیچ‌یک از زبان‌های انگلیسی، آلمانی و فرانسوی استفاده نمی‌شود. در فرانسوی به آن Classeur (کلاسور) می‌گویند که آن هم در زبان فارسی به‌کار می‌رود.
زونکن، نام مخترع آلمانیِ این محصول (فریدریش زونکن) و نخستین شرکت تولیدکننده آن Soennecken است.

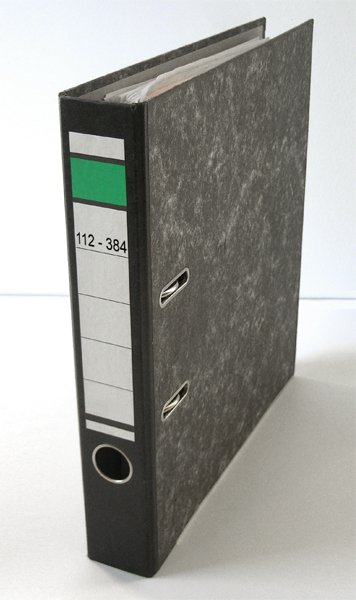
آنچه در ایران به نام زونکن شناخته می‌شود

## نگارخانه

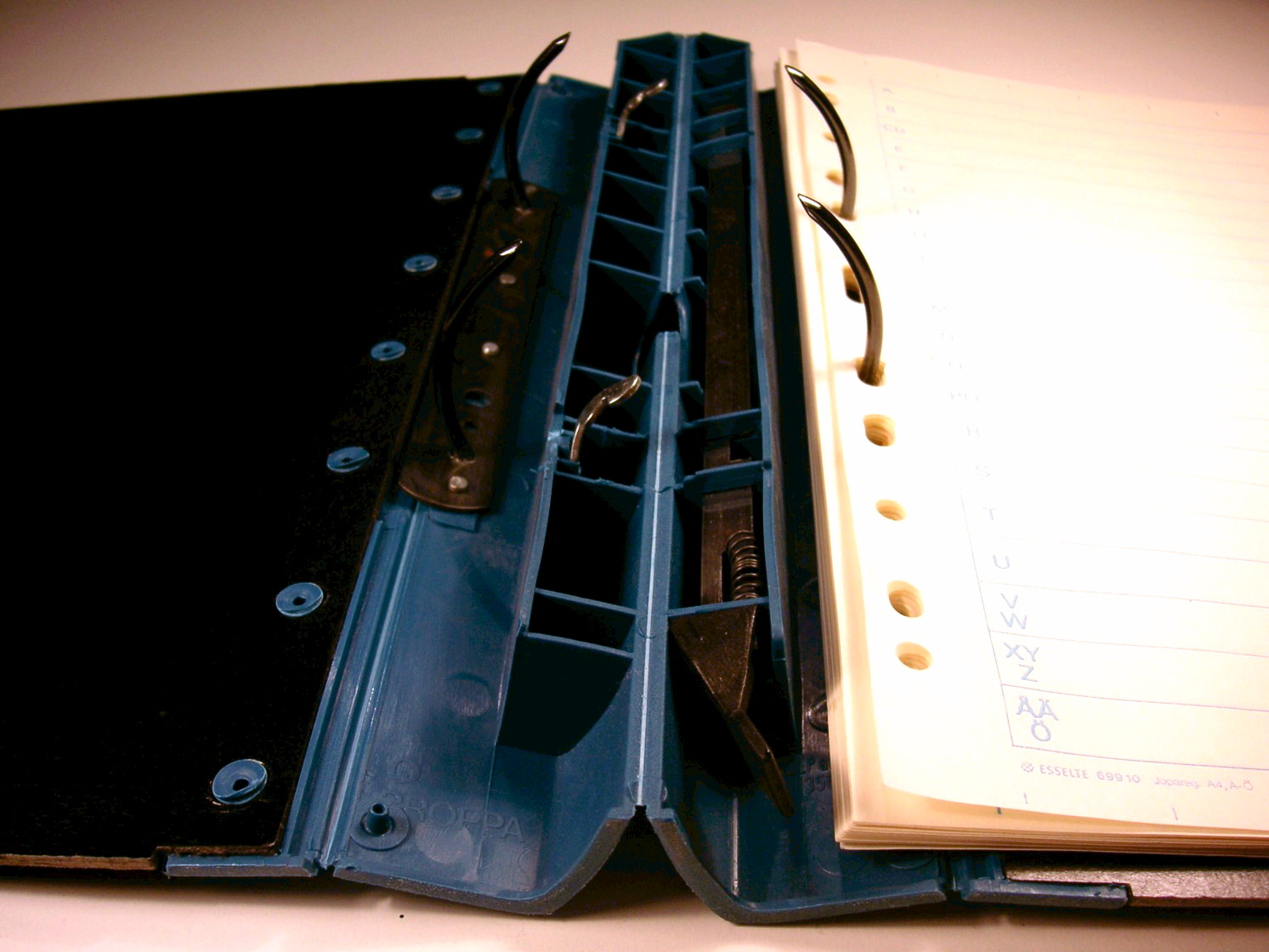
کلاسور چهار حلقه‌ای با چنگکِ باز
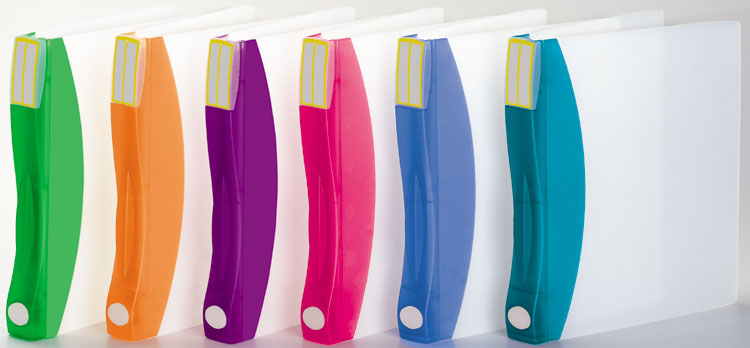
کلاسور سه‌حلقه‌ای در شش رنگ